# 삼성 갤럭시 퀀텀 6
삼성 갤럭시 A56 5G는 2025년 3월 2일 삼성전자가 갤럭시 A 시리즈에서 안드로이드 기반의 중급형 스마트폰으로 갤럭시 A36 5G와 함께 선보였다. 갤럭시 A55 5G의 후속작으로, 디자인, 성능, 카메라 기능 면에서 다양한 업그레이드가 이루어졌다.

## 디자인
갤럭시 A56 5G는 내구성에 중점을 둔 세련되고 현대적인 디자인을 제공한다. 이 장치는 전면과 후면 모두 코닝 고릴라 글래스 Victus+가 적용된 알루미늄 프레임을 특징으로 한다. 이 장치는 IP67 등급을 받아 실험실 조건에서 1미터 수심에서 30분 동안 방수 및 방진이 가능하다. 갤럭시 A56 5G는 네 가지 색상으로 제공된다.
| 색상 샘플 | 색상 이름         |
| --------- | ----------------- |
|           | 어썸 핑크         |
|           | 어썸 올리브       |
|           | 어썸 그라파이트   |
|           | 어썸 라이트그레이 |

듀얼 SIM 트레이와 듀얼 eSIM 지원(듀얼 SIM / SIM1+ eSIM1 / 듀얼 eSIM)을 제공한다.

## 사양

### 디스플레이
이 전화기는 HDR10+ 지원과 120Hz 주사율을 갖춘 6.7인치 FHD+ Super AMOLED 디스플레이를 특징으로 한다. 화면은 1200니트(HBM) 및 1900니트(최고)의 최고 밝기를 제공하여 직사광선 아래에서도 가시성을 보장한다. 고릴라 글래스 Victus+로 보호된다.

### 프로세서
갤럭시 A56 5G는 4nm 엑시노스 1580 칩셋으로 구동되며, 8GB 또는 12GB RAM과 128GB 또는 256GB 내부 저장소가 탑재된다. 이 장치는 빠른 인터넷 속도를 위한 5G 연결도 지원한다. 하지만 microSD를 통한 확장 가능한 저장소는 더 이상 지원하지 않는다.

### 카메라
이 장치는 후면에 트리플 카메라 설정을 특징으로 한다.
- 50 MP, f/1.8, (광각), 1/1.56", 1.0μm, PDAF, OIS
- 12 MP, f/2.2, 123˚ (초광각), 1/3.06", 1.12μm
- 5 MP, f/2.4, (매크로)
- 12 MP, f/2.2, (광각)

후면과 전면 모두 4K에서 30FPS, 1080p에서 60FPS로 비디오를 녹화할 수 있다.
삼성 갤럭시 A56의 카메라 시스템은 고급 AI 기반 기능을 사용한다. 이러한 AI 기능에는 인물 사진 모드에서 향상된 피사체 감지 기능이 포함되어 이미지에서 더욱 정교한 보케 효과를 얻을 수 있다. AI 기능 제품군은 Object Eraser와 같은 기능도 지원하여 사용자가 장치에서 직접 사진을 더욱 유연하게 편집할 수 있도록 한다.

### 배터리
갤럭시 A56 5G에는 5000mAh 배터리가 탑재되어 있으며, 이는 업계 표준이다. 이 장치는 A 시리즈 라인업 중 갤럭시 A36 5G와 함께 45W 고속 충전을 지원하는 첫 번째 장치 중 하나이며, 30분 만에 65%, 1시간 8분 만에 100% 충전이 가능하다.

### 소프트웨어
해당 기기는 안드로이드 15에 One UI 7.0을 실행한다. 2025년 5월, 새로운 A56은 A36, A26, A16과 함께 6가지 안드로이드 OS 업그레이드(소프트웨어 지원은 안드로이드 21에서 종료됨을 의미) 및 10년간의 보안 업데이트(2035년에 지원이 종료될 수 있음을 의미)를 받을 것이라고 발표되었다.

## 같이 보기
- 삼성 갤럭시 퀀텀 5
- 삼성 갤럭시 A36 5G
- 삼성 갤럭시 퀀텀4